# Václav Kopta
Václav Kopta (* 21. června 1965 Praha) je český herec, muzikant, textař, komik a moderátor.

## Život
Je synem textaře Pavla Kopty a vnukem básníka a překladatele Josefa Kopty. Svoji manželku, herečku Simonu Vrbickou, poznal při studiu na Pražské konzervatoři, kde studoval hudebně dramatický obor. Během studia hostoval v Divadle E. F. Buriana a ve Vinohradském divadle. Mají dcery Františku (* 1998) a Janu (* 2001).
Od roku 1986 je stálým členem hudebního divadla Semafor. Zde účinkoval v řadě představení, např. Jonáš, Na poříčí dítě křičí, Vetešník, Ach ta láska nehezká, V hlavní roli písnička, Pré, Mé srdce je Zimmer frei, To nám to pěkně začíná, 80 svíček na ztraceným dortu aj. Hrál v seriálu a filmu Chobotnice z druhého patra, posléze Veselé Vánoce přejí chobotnice a hraje na klavír písně skladatele Angela Michajlova poté, co Chobotničky Zelená a Modrej shodí klavír do Čertovky u Kampy.
Ve filmu zazářil již ve svých osmnácti letech rolí idealistického studenta ve filmu Sněženky a machři. Poté však z televize a filmu na dlouhý čas zmizel. Do povědomí veřejnosti se vrátil až po více než dvaceti letech ve filmu Sněženky a machři po 25 letech, kde hrál již dospělého účastníka srazu bývalých studentů na horách. Poté se začal pravidelněji objevovat ve filmu a v televizi, zejména ve vedlejších rolích.
V letech 2019, 2020 a 2021 moderoval vyhlášení cen Český lev. V době pandemie covidu-19 se stal řidičem autobusů MHD v pražských Dejvicích.

## Kniha
V roce 2019 vydal povídkovou knihu Prodloužená jízda, kde s lehkostí a nadhledem vzpomíná na vlastní dospívání, na příhody z branže i rodinného života. Humorné vyprávění zavede čtenáře nejen do kraje autorova dětství, na pražskou Hanspaulku a do Libochovic, ale také do Berlína, na Rujánu nebo do jižních Čech. Ilustrátorem knihy byl bratr Václava Kopty Jan.

## Hudba
Jako spoluautor se podílel na několika muzikálech
- Čachtická paní
- Edith, vrabčák z předměstí (DJKT, Plzeň)
- Lucrecia Borgia (Národní divadlo)

Celkem 33 let byl členem divadla Semafor. Jako hráč na klavír byl členem několika kapel (BossaNova, Bluesberry aj.), dnes je členem skupiny Wooden Shoes a své vlastní kapely Václav Kopta & band.
Je autorem desítek písňových textů pro řadu populárních zpěvaček, např. Hana Zagorová, Marta Kubišová, Leona Machálková.

### Nejznámější texty
- Galaxie přání Leona Machálková
- Jen Pán Bůh ví Eva Pilarová
- Nad Betlémem svítá Lucie Bílá
- Nechci být ta druhá Marta Kubišová
- Nespím Helena Vondráčková
- Přísahám, že jsem to já Karel Gott
- Přijď aspoň na chvíli Hana Zagorová
- Rande u zdi nářků Hana Zagorová
- Ráno jak má být Marie Rottrová
- Řekněte dětem… Lucie Bílá
- STOP Lucie Bílá
- Už pátou noc mi scházíš Marie Rottrová
- Život není pes Marta Kubišová

## Televize
Na TV Nova vystupoval v pořadu Mr. GS (2008–2010), kde dělal hudební doprovod. Od roku 2014 hrál jednu z hlavních rolí v seriálu TV Nova Ulice. Později ze seriálu odešel.
V roce 2015 moderoval v České televizi pořad Zpívá celá rodina, v roce 2019 vlastní talk show s názvem Koptashow. V letech 2019 a 2020 moderoval vyhlášení cen Český lev, od roku 2020 také soutěžní televizní pořad amatérských cukrářů Peče celá země (spolu s Terezou Bebarovou). V roce 2022 se stal vítězem 9. řady show Tvoje tvář má známý hlas.

## Filmografie

### Herec
- Sněženky a machři (1983) — Radek Převrátil
- Noc smaragdového měsíce (1984) — Janek
- Zelená léta (1985) — Luboš
- Chobotnice z druhého patra (film) (1986) - klavírista písní Angela Michajlova poté, co chobotničky shodí klavír do Kampy
- Veselé Vánoce přejí Chobotnice (seriál) (1987) - klavírista písní Angela Michajlova poté, co chobotničky shodí klavír do Kampy
- Kdo unesl Klaudii? (1999) — tatínek Klaudie
- Tři příležitosti k smíchu (2000) — mladý pán — Jonáš a Melicharová uvádějí?
- Zajatec lesa (2001) — plukovník
- U mě dobrý (2008)
- Sněženky a machři po 25 letech (2008) — Radek Převrátil
- Občanský průkaz (2010) — Pačes ml.
- Okresní přebor (2010) — pan Krob, řidič klubového autobusu
- Gympl s (r)učením omezeným (2012) — školník Miroslav Kuliš
- Okresní přebor – Poslední zápas Pepika Hnátka (2012) — pan Krob, řidič klubového autobusu
- Kancl (2014) — šéf (česká verze seriálu)
- Doktor Martin (2014) — Robert Fiala, učitel (česká verze seriálu)
- Ztraceni v Mnichově (2015) — šéfredaktor
- Ulice (2014) — Rudolf Hložánek
- Doktor Martin (2015) — Robert Fiala
- Kosmo (seriál) (2016) — ředitel Ing. Milan Sumec
- Ohnivý kuře (2016) – pan Jíša
- Bezva ženská na krku (2016) – řidič autobusu
- Svět pod hlavou (2017) — mjr. Alois Špalek
- Trapný padesátky (2017) — Standa
- Taxikář (2017) — Karel Čolek
- Ohnivý kuře (2017) — pan Jíša
- Krejzovi (2018) — Roman Bystrý
- Single Lady (2018) — Karel Čolek
- Čertí brko (2018) — Podlucifer
- Chata na prodej (2018) — soused
- Strážmistr Topinka (2019) — Robert Fiala
- Jak si nepodělat život (2019) — Fanda, díl: „Nonstop lahůdky“
- Šarlatán (2020) — soudce
- Jedině Tereza (2021)
- Co ste hasiči (2021) — starosta
- Hvězdy nad hlavou (2021) — autobusák Šíma
- Mimořádná událost (2022)
- Zakletá jeskyně (2022)
- Spolu (2022)
- Betlémské světlo (2022)
- Krvavý Johann (2023)

### Dabing
- Devět kruhů pekla (1987) — dr. Rath Thong
- Pán prstenů (2001, 2002, 2003) — Samvěd Křepelka

## Rozhlas
Václav Kopta, přesně jeho hlas, se na rozhlasových vlnách objevoval především v souvislosti s rozhovory s ním, a jeho divadelní, televizní a filmovou tvorbou, případně angažmá v divadle Semafor. V menší míře jako aktéra rozhlasových her.
- 2019 Michal Macháček a Kateřina Rathouská: A máme to za sebou, rozhlasové dokudrama (nejen) ze zasedání ÚV KSČ v neděli 19. listopadu 1989 a o konci prezidenta Gustáva Husáka a vlády jedné strany. Překlad: Izabela Schenková, hudba: Jan Trojan, dramaturgie a režie Aleš Vrzák., premiéra: 17. 11. 2019, hrají: Gustáv Husák (Ivan Romančík), Miloš Jakeš (Jiří Lábus), Karel Urbánek (Václav Kopta), Miroslav Štěpán (Robert Mikluš), Alojz Lorenc (Martin Veliký), Ivan Knotek (Roman Mrázik), Irena, Husákova spolupracovnice (Petra Špalková), hlas v telefonu (Pavel Čeněk Vaculík)..[4]
- 2019 Neil Simon: Apartmá v hotelu Plaza, třídílné rozhlasové zpracování (1. díl: Host z lepších kruhů, 2. díl: Host z Hollywoodu, 3. díl: Svatební hosté), Překlad: Ivo T. Havlů, hudba: Kryštof Marek, dramaturg: Martin Velíšek, režie: Dimitrij Dudík, premiéra: 29. 12. 2019, hrají: Bára Hrzánová, Igor Bareš, Jan Battěk, Andrea Elsnerová, Lucie Pernetová, Michal Dlouhý, Zuzana Slavíková, Marek Holý, Václav Kopta.[5][6]
- 1987 Venjamin Kaverin: Dva kapitáni, rozhlasový seriál pro mládež, v němž ústřední postavou je Alexandr Grigorjev, kdysi němý chlapec, který se silou vůle naučil mluvit a splnil i svůj sen stát se letcem. Děj se odehrává mezi dvěma válkami. Autor dává svému hrdinovi procházet dalekými zeměmi, mnohými dobrodružstvími, životem bohatým na proměny a osudové události, v nichž však vždy vítězí dobro nad zlem.. Překlad: Raisa Novotná, hudební improvizace Lubor Šonka, režie Jan Uhrin, premiéra: prosinec 1987, hrají: vypravěč (Stanislav Oubram), Saša (Tomáš Longa, /Václav Kopta), Káťa (Markéta Daňhelová, Yveta Dušková), babička (Marie Marešová), Tatarin (Jan Přeučil), Korabljov (Petr Pelzer).[7]